# 아사카와 아키히로
아사카와 아키히로(일본어: 浅川 晃広, 1974년~)는 일본의 학자이다.

## 생애
재일 한국인 출신으로, 1996년 고베시 외국어대학 졸업 후 1997년 오스트레일리아 국립 대학 유학, 1999년 오사카 대학 석사 과정을 거친 뒤 같은 해 일본 국적을 취득했다.
2002년부터 2004년 7월까지 재오스트레일리아 일본 대사관 전문 조사원직을 역임했다.
2005년부터 나고야 대학 대학원 국제개발연구과 에서 강사를 맡아 2020년 10월 31일까지 활동했다.

## 저서
- “ 재일 외국인 과 귀화 제도”(신간사, 2003년 9월)
- 「재일」론의 거짓말」(PHP 연구소, 2006년 5월)
- 『호주 이민 정책론』(중앙 공론 사업 출판, 2006년 11월)
- 『근대 일본과 귀화 제도』(오미즈샤, 2007년 9월)
- 『오스트레일리아 이민법 해설』(일본평론사, 2016년 8월)
- 『난민 해당성의 실증적 연구 : 호주를 중심으로』(일본평론사, 2019년 2월)
- 「알고 싶은 입관법  : 늘어나는 외국인과 공생할 수 있을까」(평범사〈평범사 신서 906〉, 2019년 3월)

### 공저
- (노무라 기수 , 미야지마 리 , 이책 , 오지 영 외) 『혐한류의 진실! 더 재일특권』다카라지마사〈별책 다카시마〉, 2006년 6월. ISBN  4796653295 .
- (사카나카 에이토쿠 ) 『이민국가 일본-1000만명의 이민이 일본을 구한다』일본 가제 출판 , 2007년 11월. ISBN 4817837861 .